# Финн, Фрэнк
Фрэнк Финн (1868—1932) — британский орнитолог. Много лет работал в Индии.
Автор работ Garden and Aviary Birds of India, How to Know the Indian Ducks (1901), Birds of Calcutta (1901), How to Know the Indian Waders (1906), Ornithological and other Oddities (1907), The Making of Species (1909, в соавторстве с Дугласом Деваром), Eggs and Nests of British Birds (1910) и Indian Sporting Birds (1915).
Переоткрыл вид птиц Ploceus megarhynchus. Совместно с Алкоком впервые описал три новых вида рептилий.
В последние два года существования научного журнала The Zoologist (1915—1916) был его редактором.